# Cessna AT-17 Bobcat
El Cessna AT-17 Bobcat fue un avión de entrenamiento avanzado bimotor diseñado y  fabricado en los Estados Unidos, y usado durante la Segunda Guerra Mundial para cubrir el hueco entre los entrenadores monomotores y los aviones de combate bimotores. El AT-17 estaba propulsado por dos motores alternativos radiales Jacobs R-755-9. La versión comercial fue el Model T-50, del que fue desarrollado el AT-17.

## Diseño y desarrollo

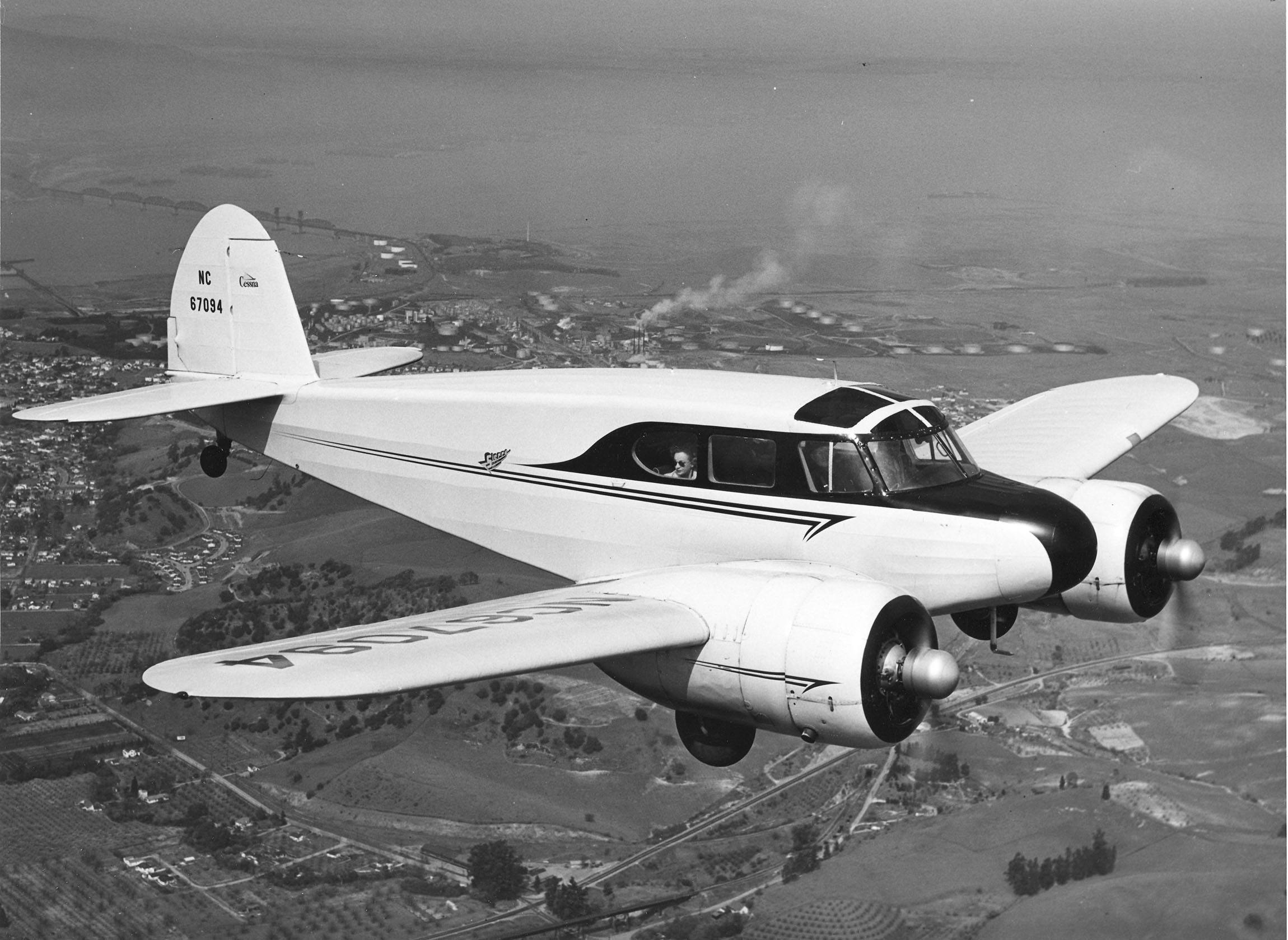
Un T-50 en vuelo.

El AT-17 fue una versión militar del transporte ligero comercial Cessna T-50. La Cessna Airplane Company produjo inicialmente el T-50 de tubos de acero y madera recubiertos de tela en 1939 para el mercado civil, como bimotor ligero de bajo coste de uso personal donde aviones mayores como el Beech 18 serían demasiado caros. Monoplano cantilever de ala baja, presentaba un tren de aterrizaje principal retráctil y flaps de borde de fuga del ala, ambos operados eléctricamente. La estructura del ala estaba construida de largueros de picea laminada con costillas de picea y contrachapado. La rueda de cola fija no era  orientable pero si tenía giro completo. El prototipo T-50 realizó su primer vuelo el 26 de marzo de 1939. 
En 1940, el Cuerpo Aéreo del Ejército de los Estados Unidos ordenó su producción bajo la designación AT-8 como entrenadores avanzados bimotores.

## Historia operacional

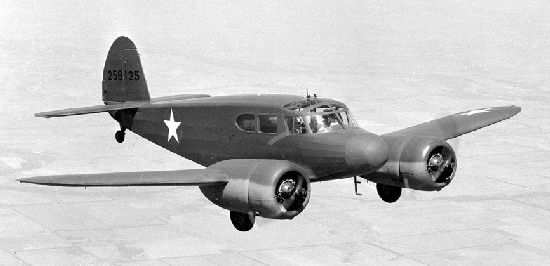
UC-78 en vuelo.

Se construyeron 33 AT-8 para el Cuerpo Aéreo del Ejército de los Estados Unidos, y la producción continuó bajo la designación AT-17, reflejando un cambio en el equipamiento y en los modelos de motor. En 1942, las Fuerzas Aéreas del Ejército de los Estados Unidos (sucesoras del Cuerpo Aéreo desde junio de 1941) adoptaron el Bobcat como transporte personal ligero, y aquellos entregados después del 1 de enero de 1943 fueron designados UC-78. Al final de la Segunda Guerra Mundial, Cessna había producido más de 4600 Bobcat para los militares estadounidenses, 67 de los cuales fueron transferidos a la Armada de los Estados Unidos como JRC-1. Además, 822 Bobcat habían sido producidos para la Real Fuerza Aérea canadiense como Crane I, muchos de los cuales fueron usados en el Plan de Formación Aérea de la Comunidad Británica. El avión no permaneció mucho tiempo en el servicio militar estadounidense. Pocos Bobcat (si acaso alguno) entraron en servicio con la Fuerza Aérea de los Estados Unidos cuando esta fue formada en septiembre de 1947. Los aviones militares supervivientes fueron declarados obsoletos en 1949.
Apodado el “Bombardero de Bambú” por los pilotos que lo volaron, fue uno de los aviones presentados en la popular serie de televisión “Sky King” de principios a mitad de los años 50. El avión fue reemplazado en los últimos episodios por el sucesor del T-50, el totalmente metálico Cessna 310. 
Tras la guerra, los AT-17 y UC-78 excedentes podían ser convertidos mediante equipos aprobados por la CAA en aviones de estándares civiles, permitiendo su certificación bajo el Certificado de Modelo original del T-50 (ATC-722, emitido el 24 de marzo de 1940). Fueron usados por pequeñas aerolíneas, operadores chárter y de áreas remotas y pilotos privados. Algunos fueron operados con flotadores. En los años 70, el número de aviones en estado de vuelo había disminuido y estaban obsoletos debido a la aparición de modelos más modernos y por el mantenimiento requerido por sus envejecidas estructuras alares de madera y recubrimiento de tela. Desde entonces, varios han sido restaurados por entusiastas de los aviones antiguos.
Por diciembre de 2017, los registros de la FAA mostraban 52 T-50, 2 AT-17 y 5 UC-78 registrados en su base de datos.
En los años de posguerra, los Bobcat continuaron en servicio militar con Brasil y la China Nacionalista.

## Variantes

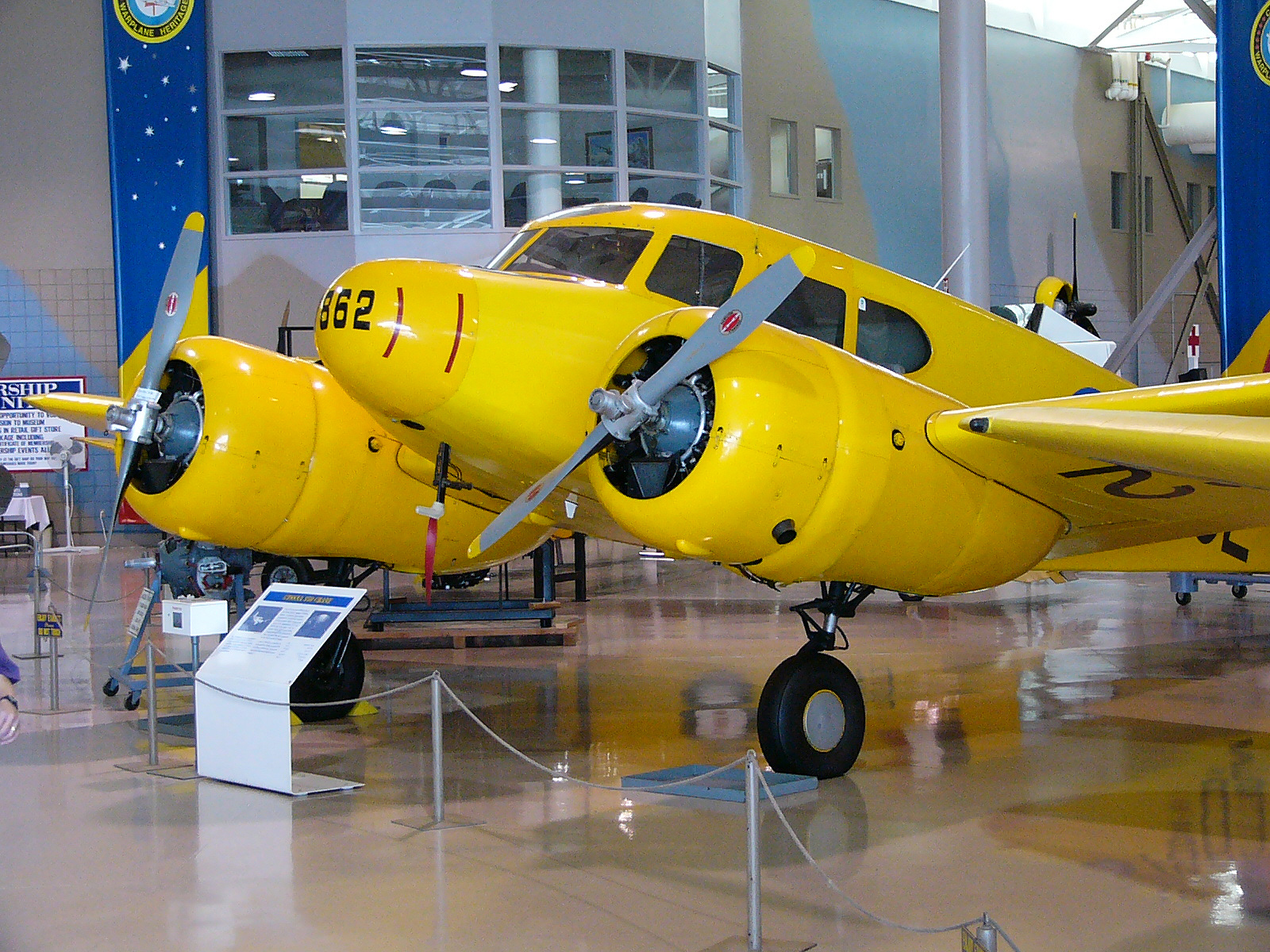
Cessna Crane de la RCAF con la librea empleada en el Plan de Entrenamiento Aéreo de la Commonwealth británica en exhibición en el Canadian Warplane Heritage Museum.

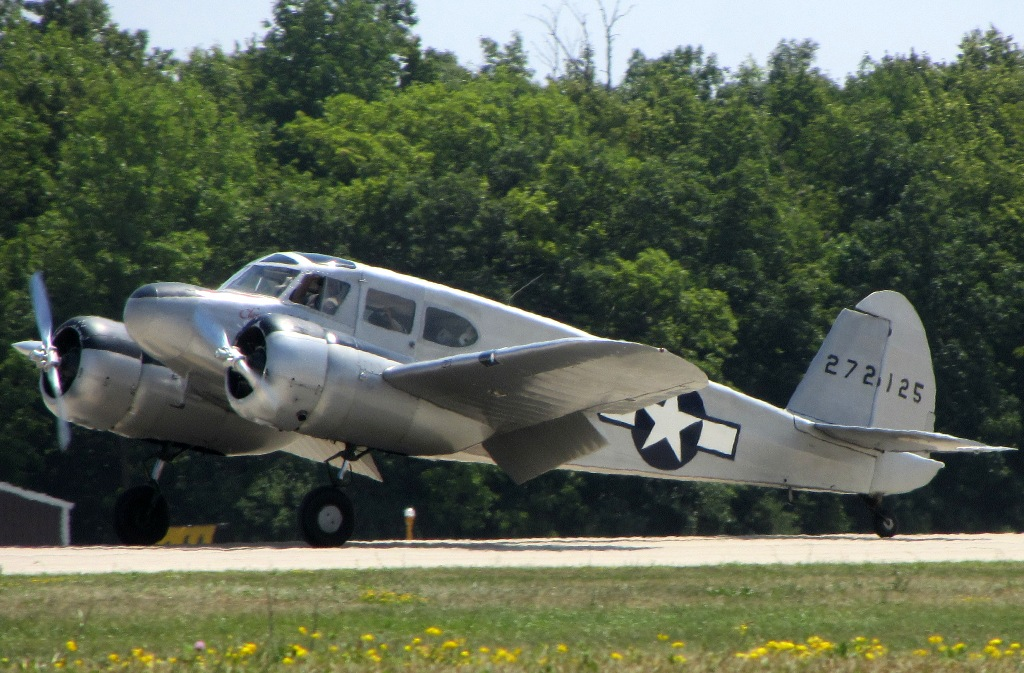
Cessna UC-78C.

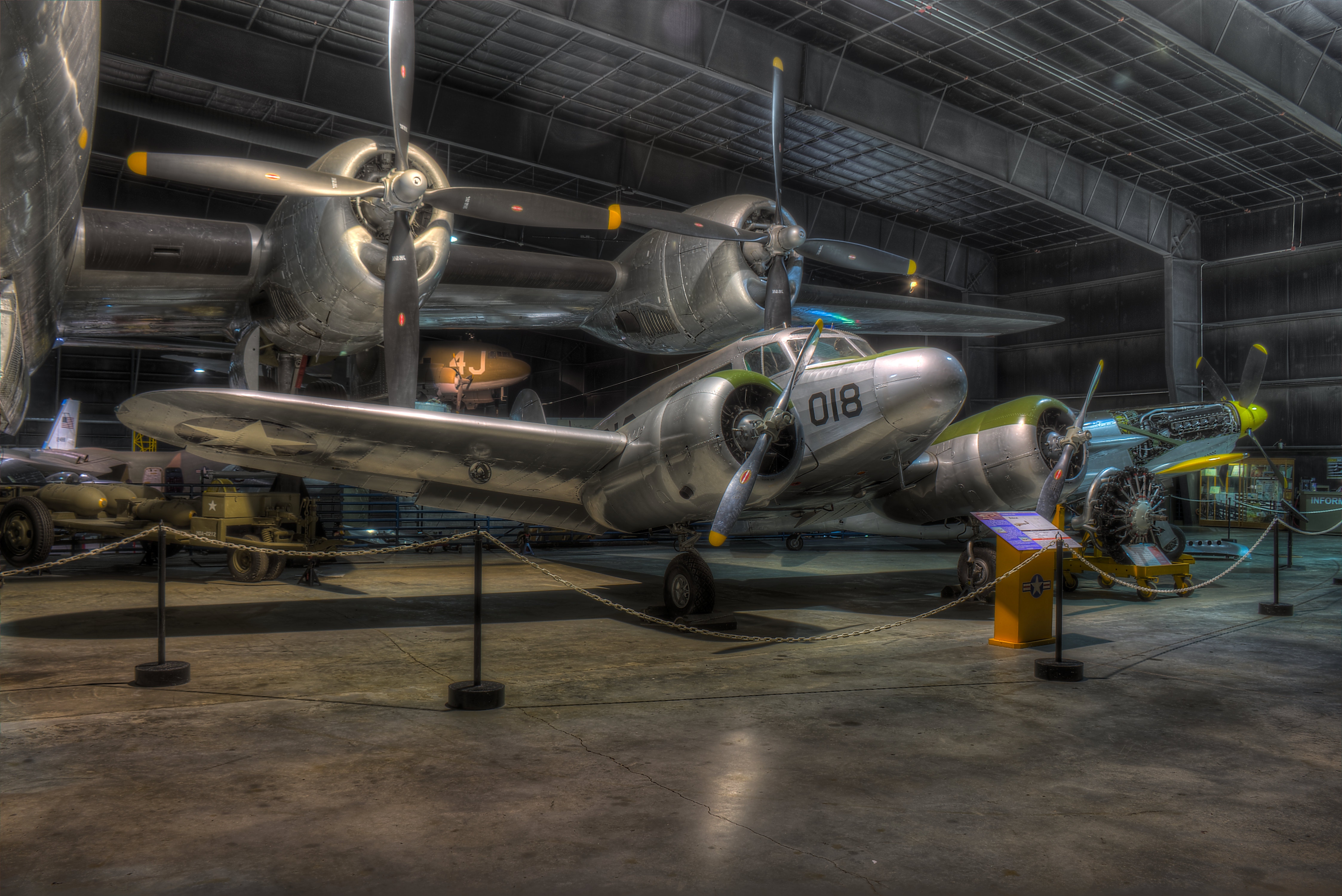
UC-78B e exhibición en el Museum of Aviation (Warner Robins), Base de la Fuerza Aérea Robins.

T-50
 Número de designación de la compañía. Avión de transporte comercial bimotor de cinco asientos, equipado con motores radiales Jacobs L-4MB.
 AT-8
 Versión de entrenamiento militar del T-50 con dos motores radiales la Lycoming R-680-9 de 220 kW (295 hp), 33 construidos.
 AT-17
 Como el AT-8, pero propulsados por motores Jacobs R-755-9 (L-4) de 183 kW (245 hp), 450 construidos, algunos más tarde convertidos a AT-17E.
 AT-17A
 Como el AT-17 pero con hélices metálicas y peso reducido, 223 construidos. 182 a Canadá como Crane IA y conversiones más tarde a AT-17F.
 AT-17B
 Como el AT-17A, pero con cambios en el equipamiento, 466 construidos. Los aviones siguientes fueron construidos como UC-78B.
 AT-17C
 Como el AT-17A pero con diferente equipamiento de radio, 60 construidos.
 AT-17D
 Como el AT-17C con cambios en el equipamiento, 131 construidos.
 AT-17E
 AT-17 con peso cargado limitado a 2400 kg.
AT-17F
 AT-17A con peso cargado limitado a 2400 kg.
 AT-17G
 AT-17B con peso cargado limitado a 2400 kg.
 C-78
 Versión de transporte militar para las Fuerzas Aéreas del Ejército de los Estados Unidos, redesignada UC-78 en 1943, 1354 construidos.
 UC-78
 C-78 redesignados en 1943, hélices de paso variable.
 UC-78A
 17 T-50 civiles requisados.
 UC-78B
 Originalmente el AT-17B, hélices de madera y peso reducido, 1806 construidos.
UC-78C
 Originalmente el AT-17D, igual que el de UC-78B con cambios en el equipamiento, 196 construidos y 131 AT-17D redesignados.
 JRC-1
 Versión de transporte ligero de la Armada del UC-78, con dos motores Jacobs R-755-9, 67 entregados.
 Crane I
 Designación de la Real Fuerza Aérea canadiense para el T-50 con cambios menores en el equipamiento, 640 entregados como transportes ligeros.
Crane IA
182 AT-17A entregados a Canadá bajo el programa de Préstamo-Arriendo.
P-7
 Variante experimental del T-50 con motores más potentes Jacobs L-6MB de 220 kW (300 hp), y plano de cola y alas recubiertos de contrachapado, solo un avión que voló por primera vez el 2 de junio de 1941.
 P-10
 Entrenador de bombardeo avanzado de 1941 con fuselaje modificado, cubierta deslizante y motores Jacobs de 250 kW (330 hp), uno construido.

## Operadores
Brasil
- Fuerza Aérea Brasileña: operó 39 de 1943 a 1956.

 Canadá
- Real Fuerza Aérea Canadiense: operó 744 de 1941 a 1949.
- Queen Charlotte Airlines

 Costa Rica
- Servicio de Vigilancia Aérea de Costa Rica: operó uno en 1948.

 Estados Unidos
- Autoridad Aeronáutica Civil
- Cuerpo Aéreo del Ejército de los Estados Unidos/Fuerzas Aéreas del Ejército de los Estados Unidos
- Armada de los Estados Unidos
- Northern Consolidated Airlines
- Wiggins Airways
- Wisconsin Central Airlines

 Etiopía
- Fuerza Aérea Etíope: operó dos de 1946 a 1965.

 Francia
- Armée de l'air y Marina nacional de Francia: operaron ocho de 1943 a 1951.

 Guatemala
- Fuerza Aérea Guatemalteca: recibió uno en 1949.

 Haití
- Fuerzas Armadas de Haití: operó cuatro de 1943 a 1963.

 Nicaragua
- Fuerza Aérea Nicaragüense: recibió dos en 1947.

 Perú
- Fuerza Aérea del Perú: operó nueve de 1945 a 1958.

 Polonia
- LOT Polish Airlines: operó 14 en 1946-1950, matrículas: SP-LEA a LEO).[8]

 República de China
- Fuerza Aérea de la República de China: operó 15 de 1946 a 1950.

 Yemen del Norte
- Fuerza Aérea Yemení: operó tres de 1950 a 1958.

## Especificaciones (AT-17)

### Características generales
- Tripulación: Uno (piloto)
- Capacidad: Cuatro pasajeros
- Longitud: 10 m (32,7 ft)
- Envergadura: 12,8 m (41,9 ft)
- Altura: 3 m (9,9 ft)
- Superficie alar: 27,4 m² (294,9 ft²)
- Peso vacío: 1588 kg (3500 lb)
- Peso cargado: 2585 kg (5697,3 lb)
- Peso máximo al despegue: 2750 kg (6061 lb)
- Planta motriz: 2× motor radial de siete cilindros refrigerado por aire Jacobs R-755-9.
  - Potencia: 183 kW (252 HP; 249 CV) cada uno.

### Rendimiento
- Velocidad máxima operativa (Vno): 314 km/h (195 MPH; 170 kt)
- Velocidad crucero (Vc): 282 km/h (175 MPH; 152 kt)
- Alcance: 1207 km (652 nmi; 750 mi)
- Techo de vuelo: 6700 m (21 982 ft)

## Aeronaves relacionadas

### Aeronaves similares
- Siebel Si 204
- Farman F.430
- Potez 56
- Caproni Ca.313
- Tachikawa Ki-54
- Airspeed Oxford
- Avro Anson

### Secuencias de designación
- Secuencia AT-_ (Entrenadores Avanzados del USAAC/USAAF, 1925-1948): ← AT-5 - AT-6 - AT-7 - AT-8 - AT-9 - AT-10 - AT-11 -- AT-14 - AT-15 - AT-16 - AT-17 - AT-18 - AT-19 - AT-20 →
- Secuencia C-_ (Aviones de Carga del USAAC/USAAF/USAF, 1924-1962): ← C-75 - C-76 - C-77/B-D - C-78 - C-79 - C-80 - C-81 →
- Secuencia JR_C (Aviones de Transporte Utilitario de la Armada estadounidense, 1935-1955 (Cessna, 1943-1951)): JRC